# Реймон Арон
Реймо́н Аро́н  (фр. Raymond Claude Ferdinand Aron; 14 березня 1905— 17 жовтня 1983) — французький філософ, політолог, соціолог і публіцист. Ліберал. Вважав, що держава зобов'язана створювати закони, що забезпечують свободу, плюралізм і рівність громадянам, а також забезпечити їх виконання.

## Біографія
Народився в Парижі в єврейський сім'ї середнього достатку. Після навчання у Версальському ліцеї Оша та паризькому ліцеї Кондорсе вивчав філософію у Вищій нормальній школі, котру закінчив у 1928 році з найкращою оцінкою у своєму випуску. Служив у французькій армії, у 1930—1933 роках жив у Німеччині, викладав французьку літературу у Кельнському університеті (1931—1933). 1938 року захистив у Сорбонні докторську дисертацію «Вступ до філософії історії: есей про межі історичної об'єктивності та теорія історії сучасної Німеччині: критична філософія історії». У 1940 році одержав посаду викладача в університеті Тулузи, але не встиг її зайняти через напад Третього Рейху на Францію.
Під час Другої світової війни емігрував у Велику Британію, там приєднався до рядів де Голлівської «Вільної Франції», видавав однойменний часопис.
Після повернення з еміграції довгий час займався журналістикою в Парижі, писав для провідних французьких часописів Ле Фігаро та Експресс. Лише після отримання 1955 року професорської посади в Сорбонні повернувся до академічної діяльності.

## Науковий доробок
Є одним з авторів теорії індустріального і постіндустріального суспільств.
Реймон Арон вірив у те, що, оскільки капіталістичне й соціалістичеі суспільства — це два різновиди індустріального суспільства (їхніми головними відмінностями є політичні режими і форми власності на фактори виробництва), то в майбутньому вони можуть бути об'єднані в єдине індустріальне суспільство за лідерства капіталізму. Під «індустріальним суспільством» Арон розумів таке суспільство, де переважає велике промислове виробництво. Реймон Арон протягом майже всієї своєї наукової діяльності послідовно критикував марксизм, стверджував, що Карл Маркс не врахував специфіку сучасних суспільств і надто розраховував на саморуйнування капіталізму, що, врешті, повинно було спричинити усунення загальної нерівності. Ці ідеї філософ розвивав у своїх працях:
- «Опій інтелектуалів» (1955). У цій праці Арон міркує про тяжіння інтелігенції до марксистської ідеології та радянської системи. На його думку, вона з часом розчарується в марксизмі та втратить до нього інтерес, усвідомивши всю антидемократичність радянського ладу.
- «Демократія та тоталітаризм» (1958) — містить детальний порівняльний аналіз політичних систем СРСР і країн Заходу.

## Вибрані праці
- La Sociologie allemande contemporaine, Paris, Alcan, 1935.
- Introduction à la philosophie de l'histoire. Essai sur les limites de l'objectivité historique, Paris, Gallimard, 1938.
- Essai sur la théorie de l'histoire dans l'Allemagne contemporaine. La philosophie critique de l'histoire, Paris, Vrin, 1938.
- L'Homme contre les tyrans, New York, Éditions de la Maison française, 1944.
- De l'armistice à l'insurrection nationale, Paris, Gallimard, 1945.
- L'Âge des empires et l'Avenir de la France, Paris, Défense de la France, 1945.
- Chroniques de guerre. «La France Libre», 1940—1945, Gallimard.
- Le Grand Schisme, Paris, Gallimard, 1948.
- Les Guerres en chaîne, Paris, Gallimard, 1951.
- La Coexistence pacifique. Essai d'analyse, Paris, Éditions Monde nouveau, 1953, sous le pseudonyme François Houtisse, avec Boris Souvarine[réf. nécessaire].
- L'Opium des intellectuels, Paris, Calmann-Lévy, 1955.
- Polémiques, Paris, Gallimard, 1955.
- La Tragédie algérienne, Paris, Plon, 1957.
- Espoir et peur du siècle. Essais non partisans, Paris, Calmann-Lévy, 1957.
- L'Algérie et la République, Paris, Plon, 1958.
- La Société industrielle et la Guerre, suivi d'un Tableau de la diplomatie mondiale en 1958, Paris, Plon, 1959.
- Immuable et changeante. De la IVe à la Ve République, Paris, Calmann-Lévy, 1959.
- Dimensions de la conscience historique, Paris, Plon, 1961.
- Paix et guerre entre les nations, Paris, Calmann-Lévy, 1962.
- Le Grand Débat. Initiation à la stratégie atomique, Paris, Calmann-Lévy, 1963.
- Dix-huit leçons sur la société industrielle, Paris, Gallimard, 1963
- La Lutte des classes, Paris, Gallimard, 1964
- Essai sur les libertés, Paris, Calmann-Lévy, 1965.
- Démocratie et totalitarisme, Paris, Gallimard, 1965.
- Trois essais sur l'âge industriel, Paris, Plon, 1966.
- Les Étapes de la pensée sociologique, Paris, Gallimard, (1967).
- De Gaulle, Israël et les Juifs, Paris, Plon, 1968.
- La Révolution introuvable. Réflexions sur les événements de mai, Paris, Fayard, 1968.
- Les Désillusions du progrès, Paris, Calmann-Lévy, 1969.
- D'une sainte famille à l'autre. Essai sur le marxisme imaginaire, Paris, Gallimard, 1969.
- De la condition historique du sociologue, Paris, 1971.
- Études politiques, Paris, Gallimard, 1972.
- République impériale. Les États-unis dans le monde (1945—1972), Paris, Calmann-Lévy, 1973.
- Histoire et dialectique de la violence, Paris, Gallimard, 1973. Ce livre, qui est un commentaire de la Critique de la raison dialectique de Sartre, fait lui-même l'objet d'une analyse récemment publiée par son ancien éditeur Pierre Verstraeten, professeur à l'ULB: L'Anti-Aron, La différence, 2008.
- Penser la guerre, Clausewitz, 2 vol., Paris, Gallimard, (1976).
- Plaidoyer pour l'Europe décadente, Paris, Laffont, 1977.
- Le Spectateur engagé (entretiens), Paris, Julliard, 1981.
- Mémoires. 50 ans de réflexion politique, 2 volumes, Paris, Julliard, 1983, 1082 p.
- Les Dernières Années du siècle, Paris, Julliard, 1984.
- Le Marxisme de Marx, Paris, Fallois, 2002 (ISBN 2-87706-423-9) et en livre de poche, Paris, 2004 (ISBN 2-253-10800-6).
- Raymond Aron, spectateur engagé. Entretiens avec Raymond Aron. Durée : 2H30 — DVD — Éditions Montparnasse, (2005).
- De Giscard à Mitterrand : 1977—1983 (éditoriaux parus dans L'Express), préface de Jean-Claude Casanova. Éditions de Fallois, Paris, octobre 2005. 895 pages. (ISBN 2-87706-570-7).

## Українські переклади
- Реймон Арон. Вступ до філософії історії: Есе про межі історичної об'єктивності. пер. з фр. Оксана Йосипенко, Сергій Йосипенко. — Київ: Український центр духовної культури, 2005. — 580 с.
- Реймон Арон. Мир і війна між націями / Пер. з фр. Віктор Шовкун, Зоя Борисюк та Григорій Філіпчук. — К.: МП «Юніверс», 2000. — 688 с.
- Реймон Арон. Етапи розвитку соціологічної думки; пер. з фр. Г. Філіпчук. — Київ: Юніверс, 2004. — 688 с. ; 22 см — ISBN 966-8118-02-2 (в тв. опр.).
- Реймон Арон. Опій інтелектуалів; пер. з фр. Г. Філіпчук. — К. : Юніверс, 2006. — 271 с. — ISBN 966-81-18-39-1